# Église de la Miséricorde de Tavira
Pour les articles homonymes, voir Église de la Miséricorde.
L'église de la Miséricorde (portugais : Igreja da Misericórdia) est une église située à Santa Maria dans la municipalité de Tavira dans la région de l'Algarve, au Portugal.